# 三好市立落合小学校
三好市立落合小学校（みよししりつ おちあいしょうがっこう）は、徳島県三好市東祖谷落合にあった公立小学校。2012年（平成24年）3月31日に廃校となった
。

## 概要
旧・東祖谷山村には他にも三好市立名頃小学校、三好市立菅生小学校、三好市立栃之瀬小学校がある。卒業後は三好市立東祖谷中学校へ進学する。

## 沿革
- 1889年（明治22年）4月 -  落合簡易小学校として創立。
- 1890年（明治23年）4月 - 落合尋常小学校に改称。
- 1910年（明治43年）9月 - 大枝小釜ヶ谷，栗枝渡・久保尋常小，西山分教場を統合。
- 1911年（明治44年）5月 - 落合尋常高等小学校に改称。
- 1941年（昭和16年）4月 - 落合国民学校に改称。
- 2006年（平成18年） - 町村合併のため三好市立落合小学校となる。
- 2012年（平成24年）
  - 3月31日 - 廃校[1]。
  - 4月1日 - 三好市立栃之瀬小学校、三好市立菅生小学校、三好市立名頃小学校、三好市立和田小学校と統合し三好市立東祖谷中学校の敷地内[3]に三好市立東祖谷小学校が設立された。

## 校訓
- 正しく
- 明るく
- たくましく

## 関連学校
- 三好市立東祖谷中学校